# Annalisa Ericson
Annalisa Ericson (Stockholm, 1913. szeptember 14. – Stockholm, 2011. április 21.) svéd színésznő. 
1930 és 1991 között 58 filmben szerepelt.

## Élete és pályafutása
1913. szeptember 14-én született Stockholm Djurgården nevű szigetén. 1919-ben kezdett el balettozni, első fellépése a Svéd Királyi Operaházban történt. Miután 1930-ban abbahagyta a táncot, színészetet kezdett el tanulni, több színdarabban és revüben is fellépett. Az áttörést a Värmlänningarna című film hozta el számára 1932-ben. Hírnevet főleg könnyedebb hangvételű vígjátékokban és revükben szerzett magának. 
A '40-es években számtalan musicalben szerepelt együtt Nils Poppeval, a páros az akrobatikus táncával vált híressé. Az '50-es években leginkább revükben és musicalekben lépett fel, de kapott egy kisebb szerepet Ingmar Bergman Nyári közjáték című filmdrámájában is. Későbbi filmes pályafutása során több Arne Mattssson thrillerben játszott.

## Halála
2011. április 21-én, 97 évesen hunyt el Stockholmban.

## Fordítás
- Ez a szócikk részben vagy egészben  az   Annalisa_Ericson című angol Wikipédia-szócikk fordításán alapul.  Az eredeti cikk szerkesztőit annak laptörténete sorolja fel. Ez a jelzés csupán a megfogalmazás eredetét és a szerzői jogokat jelzi, nem szolgál a cikkben szereplő információk forrásmegjelöléseként.